# 林迺翁
林迺翁（1916年—2003年3月1日）是一位生於臺灣新北市新店區的企業家，為順益關係企業前身順益行之創辦人。其子林清富為順益貿易公司現任董事長。

## 事蹟
林迺翁在創立順益關係企業後以私人名義捐助其母校新店國小成立「迺翁館」。1985年，財團法人林迺翁文教基金會成立。1994年6月，順益台灣原住民博物館正式開幕。

## 榮譽
- 中華民國「好人好事代表」 (1977年)
- 行政院「優良納稅人獎」 (1983年起)[3]

## 相關事業

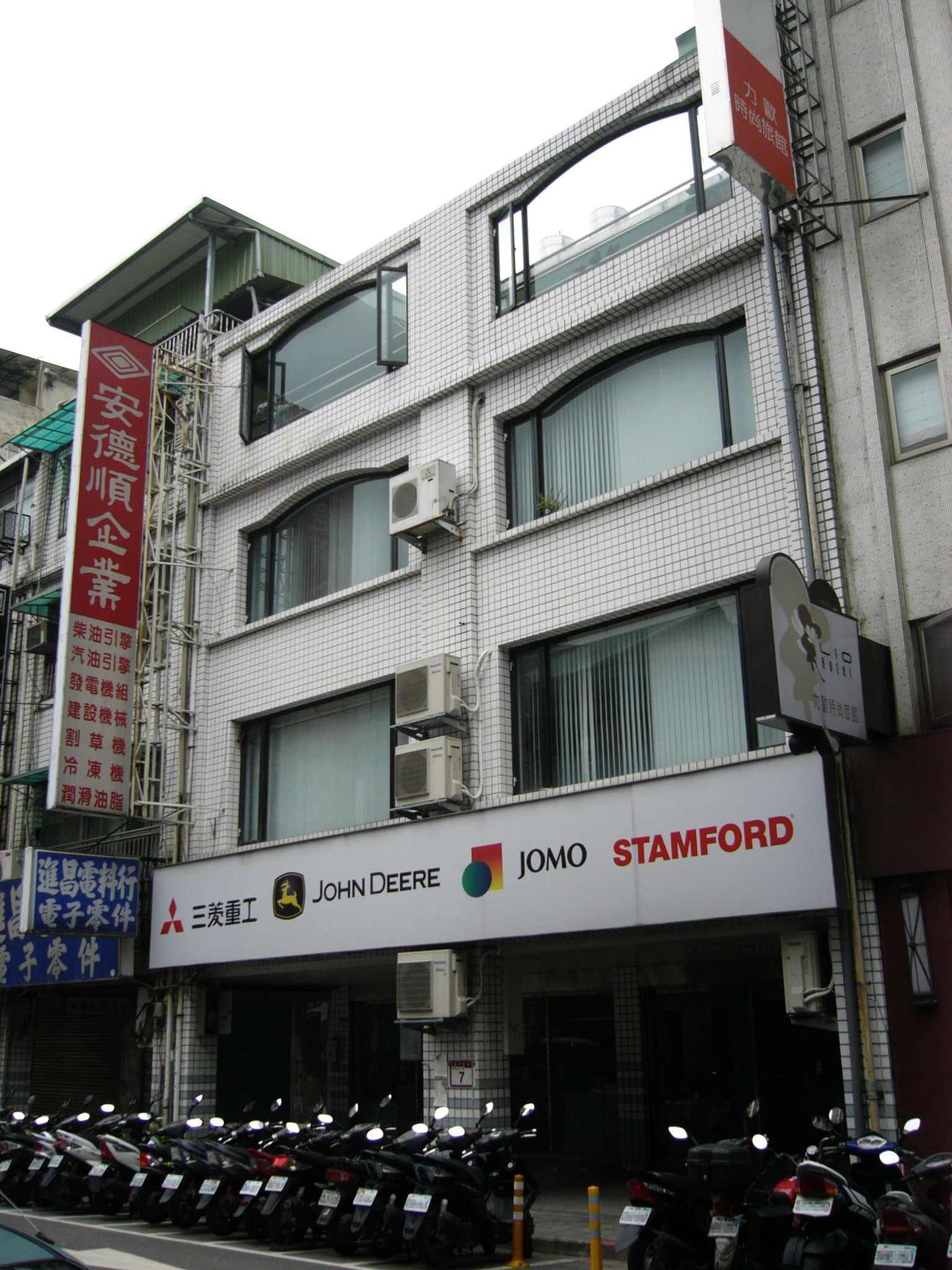
位於臺北市中正區延平南路的安德順企業總部

- 順益貿易
- 裕益汽車
- 順益汽車
- 安德順企業
- 健益汽車
- 順益車輛
- 聯晟汽車
- 順益財產保險代理人
- 順益租賃
- 順心車業
- 林迺翁文教基金會
- 順益臺灣原住民博物館
- 臺北市私立天鵝堡幼兒園
- 昆山順冠商貿有限公司